# 톰 컬런
톰 컬런(영어: Tom Cullen, 1985년 7월 17일 ~ )은 웨일스의 배우이다.

## 출연 작품
- 마이 선 (2021) - 프랭크 역
- 크라임 타운 (2020)
- 소울스 오브 토탈리티 (2018)
- 해필리 에버 에프터 (2016)
- 더 파이브 (2016)
- 디 아더 하프 (2016)
- 100 스트리츠 (2016)
- 마인 (2016)
- 블랙 마운틴 포잇 (2015)
- 다운튼 애비 시즌5 (2014)
- 데저트 댄서 (2014)
- 룸 8 (2013)
- 플래닛 바이러스 (2013)
- 끝없는 세상 (2012)
- 주말 (2011)